# Liberty (Missouri)
Liberty is een plaats (city) in de Amerikaanse staat Missouri, en valt bestuurlijk gezien onder Clay County.

## Demografie
Bij de volkstelling in 2000 werd het aantal inwoners vastgesteld op 26.232.
In 2006 is het aantal inwoners door het United States Census Bureau geschat op 29.581, een stijging van 3349 (12,8%).

## Geografie
Volgens het United States Census Bureau beslaat de plaats een oppervlakte van
69,9 km², waarvan 69,8 km² land en 0,1 km² water. Liberty ligt op ongeveer 223 m boven zeeniveau.

## Plaatsen in de nabije omgeving
De onderstaande figuur toont nabijgelegen plaatsen in een straal van 12 km rond Liberty.